# 哈里·富蘭克福
哈里·戈登·富兰克福（英語：Harry Gordon Frankfurt，1929年5月29日—2023年7月16日）是一名美国哲学家，於1990年至2002年期間任職於普林斯顿大学的哲学名誉教授。富兰克福还曾在耶鲁大学、洛克菲勒大学和俄亥俄州立大学任教。

## 傳記

### 早期生活
法兰克福1929年5月29日出生于宾夕法尼亚州。他于1949年获得文学学士学位，并获得博士学位。1954年从约翰斯·霍普金斯大学毕业。

### 事业
富蘭克福是普林斯顿大学名誉哲学教授。
富蘭克福曾任職於俄亥俄州立大学（1956-1962）、纽约州立大学宾汉顿分校（1962-1963）、洛克菲勒大学（从1963年任教至1976年，後來哲学系关闭）、耶鲁大学（从1976年起），在1978年-1987年间担任哲学系主任。然后在普林斯顿大学（1990-2002年）任教。
富蘭克福的主要研究领域包括道德哲学、心灵哲学、行動理論以及17世纪的理性主义。他于1986年发表了“論废话”的哲学研究论文，後期在2005年重新出版，成为畅销书之一，並引起了節目主持人乔恩·斯图尔特的注意。之后斯图尔特邀請他到電視節目“每日秀”，引起了不少媒體對他的關注。在这部作品中，他詳細闡述了廢話与撒谎的不同，他認為这是一种无视真相的行为。他提出：“除非有人認为自己知道真相，否则不可能撒谎。而廢話則不需要这种認知。”2006年，他发表了另一本同名小说《论真相》 ，探讨社会失去欣赏真理的情况。
在哲学界裡，富蘭克福以註釋勒内·笛卡尔的理性主义闻名。然而，他對哲學界最有影响力的是自由意志，他已在自由意志論題上发表了许多重要论文。當中包括高阶意志、“富兰克福反例”或“富蘭克福案例”。 他亦发展了大卫·休谟的观点，认为自由就是要做一个人想做的事情。具有相同觀點的還有J·大卫·韦勒曼、加里·沃森（Gary Watson）和约翰·马丁·费歇尔。富兰克福的相容论使其他哲学教授撰寫了大量相關文献的研究主题。最近，他亦写了关于爱与关怀的文章。
富蘭克福是美国文理学院的院士。他是牛津大学萬灵学院的访问学者，他曾担任美国哲学协会主席，他还获得了古根海姆基金会、国家人文基金会和安德鲁梅隆大学的奖学金和赠款。

### 哲学

##### 道德责任和替代可能性原则
法兰克福提出 "道德责任" 指的是执行某些行为的前瞻性道德义务，和对做了或未完成某事的责备或表扬的反思状态。而这种情况所引用的就是代替可能性原则。它指出“一个人在有能力做出和原本选择不同的选择时，才会对其当时所做的选择和事情付责任"。法兰克福认为，拥有这种可以做出不同选择的能力和自由意志相关。因此，在正常情况下，一个人会因为在食堂偷窃他人的午餐而付出道德责任。但是在特殊情况下就不一定了，比如当神经疾病逼迫他们这么做时。法兰克福用一系列叫做 "法兰克福案例" 的反例，反驳了替代可能性原则。在一个例子中，艾莉森的父亲在艾莉森不知情的状态下将一个芯片植入她的大脑。如果艾莉森不想遛狗，那么这个芯片会迫使艾莉森遛狗。然而，因为艾莉森原本就有遛狗的打算，因此这个芯片并未被启动。法兰克福认为，在这样的情况下，艾莉森在道德上有责任遛狗，尽管她没有能力这样做。本案例的关键在于，当事人有道德责任，因为他/她们是按照自己的意愿行事的。尽管事实上，当事人并不知情，且此事件并没有代替方案。根据这种思路，法兰克福提倡出一种相容论: 如果自由意志和道德责任并不取决于是否可以做出和原本选择相反的选择的能力，那么他们就可以存在于一个完全决定论的世界中。法兰克福案例引发了对代替可能性原则的讨论。然而，并非所有人都认为他成功的反驳了此观点。

### 去世
富蘭克福於2023年7月16日因充血性心力衰竭去世，享年94歲